# Piscu Scoarței
Piscu Scoarței – wieś w Rumunii, w okręgu Vâlcea, w gminie Roești. W 2011 roku liczyła 46 mieszkańców.